# Czeskie przekłady Biblii

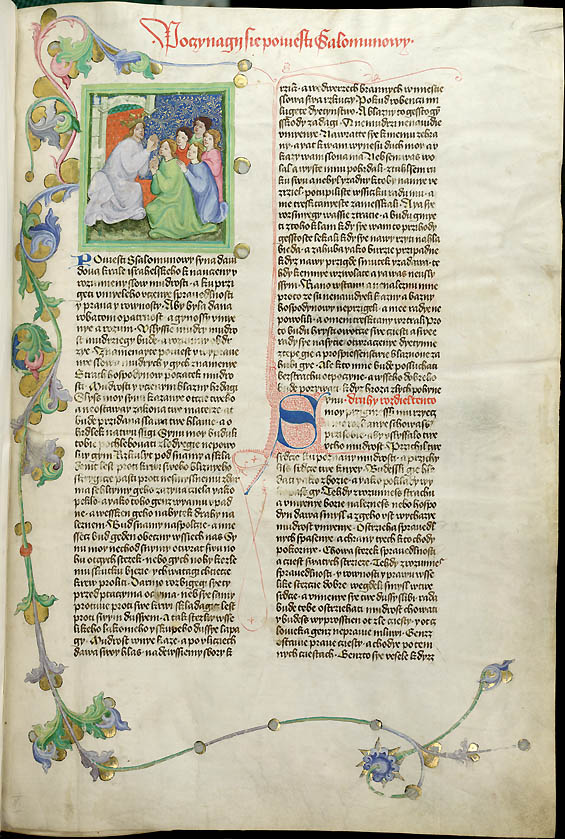
Biblia ołomuniecka (1417)

Czeskie przekłady Biblii – ogół przekładów Pisma Świętego na język czeski, których pełne odpisy pochodzą z połowy XIV wieku. Czeska Biblia drezdeńska (Drážďanská bible) z około 1360 roku była trzecim tłumaczeniem Biblii na żywe języki średniowieczne (po przekładach romańskich: włoskim i francuskim, a przed przekładami tak wpływowymi jak niemiecki i angielski). Biblia praska (Pražská bible) z 1488 w języku czeskim była też piątym pierwodrukiem całej Biblii (po łacińskiej Biblii Gutenberga z 1455, niemieckiej Biblii Mentelina z 1466, włoskiej Biblii Malermi z 1471 i katalońskiej Biblia Valenciana z 1478).

## Przekłady historyczne

### Najstarsze przekłady
Pierwszym tłumaczeniem Biblii rozpowszechnionym na terenie Wielkich Moraw a potem Czech był przekład na język staro-cerkiewno-słowiański dokonany przez Cyryla i Metodego pod koniec IX w. Język ten funkcjonował jako prestiżowy wariant języka ludowego aż do końca XI wieku znacząco wpływając na rozwój języka czeskiego.
W następnych wiekach tłumaczono na język czeski tylko niewielkie fragmenty Pisma Świętego (glosy lub wybrane części psałterza). W drugiej połowie XIII wieku tłumaczono dłuższe pasaże biblijne, początkowo psałterzy na potrzeby klasztorów żeńskich (międzywierszowe przekłady w rękopisach łacińskich jak Psałterz glosowany z końca XIII w., Psałterz wittenberski z drugiego ćwierćwiecza XIV w., Psałterz kapitulny, Psałterz klementyński czy Psałterz podiebradski), a od około roku 1300 zaczęły powstawać także ewangeliczne perykopy liturgiczne na potrzeby kaznodziejskie. Były to: Ewangelia Mateuszowa z homiliami (lata 50. XIV w.), Ewangeliarz wiedeński (Evangeliář vídeňský), Ewangeliarz rajhradski (Evangeliář rajhradský), Czytania księdza Benesza (Čtenie knězě Benešovy), Czytania okresu zimowego (Čtenie zimnieho času), Ewangeliarz ołomuniecki (Evangeliář olomoucký) czy Ewangeliarz praski (Evangeliář pražský). Pierwsze tłumaczenie całej Biblii na język staroczeski (Biblia drezdeńska – Drážďanská bible) dokonano z łacińskiej Wulgaty około roku 1360 (pierwsza redakcja Biblii staroczeskiej). Pierwszą redakcję reprezentuje również Biblia ołomuniecka (Olomoucká bible) z 1417 roku, trzytomowa Biblia litomierzycko-trebońska (Bible litoměřicko-třeboňská lub Bible Zmrzlíkova) z drugiej dekady XV w., czy Stary Testament Cardy (Cardův Starý zákon) z lat 30. XV wieku.
Już na samym początku XV wieku powstała druga redakcja (Biblia boskowicka – Bible boskovická z ok. 1415, jednotomowa Biblia litomierzycka – Litoměřická bible z roku 1429, Bible Bočkova z lat 1430–1450, datowana na XV w. Biblia młynarki zwana też Biblią taborską – Mlynářčina bible, czy Biblia Zamojskich czyli Stary Testament warszawski z drugiej ćwierci XV w.), i w krótkim odstępie czasu około roku 1413 trzecia (Biblia paderzowska – Padeřovská bible z lat 1432–1435). Obie redakcje są udokumentowane w stosunkowo dużej liczbie egzemplarzy. Tekst zarówno drugiej jak i pierwszej redakcji zachowuje rękopiśmienny manuskrypt Proroków cieszyńskich w konwolucie: 2. red. – NT z roku 1418; 1. red. – Prorocy (Izajasz, Jeremiasz i Daniel) z 1439.

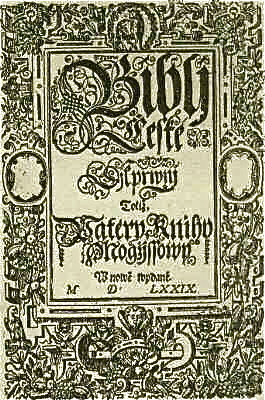
Pierwszy tom Biblii kralickiej zawierający Pięcioksiąg (1579)

Ostatnia czwarta redakcja Biblii staroczeskiej pochodzi z lat 80. XV wieku. Była ona przeznaczona do rozpowszechniania za pomocą druku. Czwartą redakcję reprezentują dwa inkunabuły czeskiej Biblii: Biblia praska (Pražská bible) z 1488 roku oraz Biblia kutnohorska (Kutnohorská bible) z 1489 roku.
Rękopiśmiennym czeskim przekładem z lat 1476–1478 nie przypisanym do żadnej z czterech redakcji staroczeskich jest Biblia Jana Zabłockiego (Bible Jana Záblackého). Posiada ona zarówno cechy pierwszej, drugiej i trzeciej redakcji Biblii staroczeskiej jak również właściwe tylko sobie warianty.
Do czasów współczesnych przetrwało ponad 150 czeskich rękopiśmiennych przekładów biblijnych (w tym 30 Biblii, 24 Stare Testamenty, 41 Nowych Testamentów, 19 Ewangeliarzy, 26 Psałterzy i 30 łacińsko-czeskich mamotreptów). Wywarły one wpływ nie tylko na rozwój literatury czeskiej, ale również na inne słowiańskie przekłady Biblii: staropolskie, staroruskie (białoruskie i ukraińskie), słowacki czy serbołużycki. Wpływ przekładów czeskich na polskie widać wyraźnie w najstarszych polskich odpisach tekstów biblijnych. Częściowo pochodzą one z Czech, a w najstarszych występują czeskie naleciałości językowe i czechizmy (Psałterz floriański, Biblia królowej Zofii czy drukowana Biblia Leopolity wykazująca zależność od Biblii Severýna i Biblii Melantricha).

### Wydania drukowane
W roku 1475 w Pilźnie wydano drukiem Nowy Testament, a w 1487 w Pradze Psałterz. Pełny przekład Biblii ukazał się drukiem w roku 1488 w Pradze – Biblia praska, a rok później Biblia kutnohorska. Dzięki temu czeska Biblia stała się piątym pierwodrukiem Pisma Świętego (po łacinie 1455, niemieckim 1466, włoskim 1471 i katalońskim 1478).
W roku 1506 ukazała się wydana we Włoszech Biblia wenecka (Benátská bible). Kolejny przekład Biblii to edycja drukarza Pavla Severýna w dwóch różniących się wydaniach (1529 i 1537). W roku 1533 Nowy Testament wydał Beneš Optát tłumaczący z grecko-łacińskiego tekstu Erazma. W roku 1549 ukazała się pierwsza Biblia drukarza Jiřího Melantricha (oparta na edycji Severýna), a w roku 1613 Biblia jego wnuka Samuela Adama z Veleslavína, który sympatyzował z Jednotą Braterską. W latach 1564 i 1568 ukazał się NT Jana Blahoslava.
W latach 1579–1593 w Kralicach bracia czescy wydali Biblię kralicką, opierając swój przekład na tekstach oryginalnych. Stary Testament z hebrajskiego przetłumaczył zespół tłumaczy. Wykorzystano też Nowy Testament Jana Blahoslava (zm. 1571) na nowo opracowany na podstawie greckiego tekstu Erazma. Biblia ta ściśle trzyma się tekstów oryginalnych. Miała też wpływ na rozwój języka czeskiego. Wydanie trzecie z roku 1613 stało się najbardziej popularnym przekładem i aż do drugiej połowy XX wieku była najczęściej używaną wersją Biblii w języku czeskim. Wpływ Biblii kralickiej jest widoczny w polskiej Biblii gdańskiej.

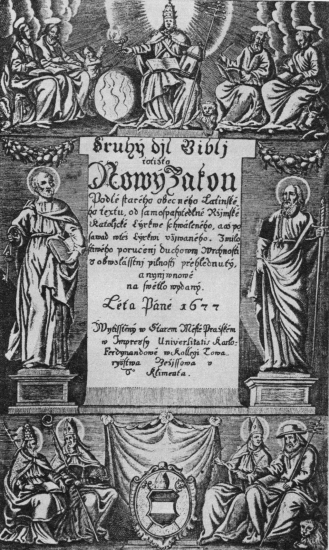
Biblia św. Wacława (NT – 1677)

Katolickim przekładem z tego okresu była Biblia św. Wacława (cz. Bible svatováclavská) – przekład przygotowany przez jezuitów (NT – 1677, ST – 1712/1715). W roku 1796 ukazał się Nowy Testament katolickiego intelektualisty Františka Faustina Procházki (kompletny przekład Procházki ukazał się w roku 1804). W latach 1810–1811 František Novotny z Lužy wydał cztery Ewangelie, a w 1827 Tomáš Draski wydał Biblię tłumaczoną z języków oryginalnych (pierwszy przekład z tekstów oryginalnych po Biblii kralickiej). W roku 1851 ukazała się Biblia konsystorska (Konsistorní bible). W końcu XIX wieku ukazał się następny przekład katolicki – Biblia świętojańska (Bible svatojanská), dwutomowy przekład z lat 1888/1889.
W okresie od końca XVIII do końca XIX wieku pojawiło się również kilka wydań pełnej Biblii lub tłumaczeń cząstkowych. Wśród nich ośmiotomowy NT z obszernym komentarzem z lat 1864–1872 opracowany przez katolickiego biblistę Františka Sušla (1804–1868) oraz jedyny prawosławny przekład NT (bilingwiczny staro-cerkiewno-słowiański i czeski) wydany w dwóch tomach (Petersburg 1892/1897). Autorem przekładu był rosyjski duchowny przez wiele lat mieszkający w Czechach Nikolaj Pietrowicz Apraskin (1847–1907).

## Współczesne tłumaczenia Biblii

### Początki współczesnych przekładów
Na początku XX wieku wśród czeskich biblistów pojawił się zamysł dostosowania stylu języka biblijnego do współczesnego języka literackiego. Doszło wówczas do narodzin nowoczesnego czeskiego przekładu tekstu biblijnego. Przełomowym okazał się dokonany z łaciny przekład katolicki Nowego Testamentu dokonany przez praskiego biblistę, profesora Uniwersytetu Karola, Jana Ladislava Sýkorę (Ewangelie 1909, pozostałe księgi 1914). W zakresie Starego Testamentu znaczący był przekład ołomunieckiego biblisty Jana Nepomuka Hejčla. Obaj bibliści wspierali się na tekstach oryginalnych. ST Hejčla i NT Sýkory utworzyły razem Biblię Podlahy (cz. Podlahova bible), która stała się katolickim przekładem autoryzowanym.
Dla ewangelików Nowy Testament z języka greckiego w roku 1933 przetłumaczył biblista z praskiego Wydziału Teologii Ewangelickiej František Žilka (1871–1944). Do współpracy zaprosił bohemistę Emila Smetánkę oraz wybitnego grecystę Ferdinanda Stiebitza, łącząc po raz pierwszy czeską biblistykę z czeską filologią. Tłumaczenie Žilki zrywało z archaicznym językiem Biblii kralickiej. Ostatnie, siódme wydanie ukazało się w roku 1970.
Rewizji przekładu Sýkory dokonał Jan Hejčl (zm. 1935). Efektem tej modernizacji języka był Nowy Testament Sýkora-Hejčl, wydany w dwóch tomach (cz. I, Dzieje Apostolskie, Listy oraz Apokalipsa – 1933; cz. II, Ewangelie – 1934). W roku 1947 NT wydał ołomuniecki biblista, Rudolf Col (1902–1964), prezentując swoje tłumaczenie jako „poprawienie” tekstu Sýkora-Hejčl. W rzeczywistości była to samodzielna praca Cola, który przedstawił siebie jako redaktora by zyskać kościelne Imprimatur. Col jako pierwszy wśród katolickich biblistów do współpracy zaprosił filologów Jana Springera i Oldřicha Králíka. W roku 1961 ukazało się wydanie zrewidowane, otwarcie odwołujące się do tekstu greckiego jako podstawy tłumaczenia Cola.

### Czeska biblistyka po II wojnie światowej
Wkrótce po drugiej wojnie światowej w Czechach wydano kilka konkurencyjnych przekładów NT: katolickie Sýkora-Hejčl i nowy tekst Cola, oraz ewangelicki przekład Žilki. W roku 1948, po dwóch latach oczekiwania na Imprimatur, ukazał się przekład ołomunieckiego dominikanina Pavla Vladimíra Škrabala (1904–1964), z którym współpracował dominikanin Ondřej Maria Petrů (1915–1970). W przeciwieństwie do poprzedników przekład Škrabala nie zyskał ogólnokościelnego znaczenia choć był to pierwszy katolicki przekład w pełni dokonany z greki, a nie z Wulgaty, wydany po opublikowaniu papieskiej encykliki Divino afflante Spiritu zachęcającej do korzystania z tekstów oryginalnych. O.M. Petrů na emigracji w Rzymie na potrzeby katolickiej emigracji czeskiej wydał w trzech tomach NT Škrabal-Petrů (Ewangelie 1951, a następnie w latach 1954/1955 pozostałe księgi NT). W Ewangeliach jest to nieznacznie przerobiony tekst Škrabala, natomiast pozostałe teksty są prawie samodzielną pracą Ondřeja Petrů. Petrů wydał dwie rewizje swojego przekładu w 1969 w Rzymie i w 1970 w Wiedniu.
Po II wojnie światowej Stary Testament nazwany Písmo w czterech tomach (1947/1948/1951/1951) wydał tłumacz literatury klasycznej Vladimír Šrámek (1893–1969). Tekst opracował na podstawie przekładu „słowo w słowo” filologa klasycznego i poligloty Vladimíra Kajdoša (1893–1970). Celem przekładu był bezwyznaniowy tekst literatury semickiej bez używania „tradycyjnego” słownictwa i terminologii (np. zamiast tradycyjnych terminów: proroci, soudci, žalmy – prorocy, sędziowie, psalmy, zastosował przekład věštci, mstitelé, chrámové zpěvy – wieszcze, mściciele, śpiewy świątynne). Również imiona biblijne mają w tym przekładzie semickie brzmienia: Jisráél, Móše, Šimšón, Ješajáhú czy imię Boże w formie Jahve.
W połowie lat 20. przekłady pojedynczych ksiąg Starego Testamentu zaczął publikować profesor biblistyki Josef Heger (1885–1952) tłumacząc z języka hebrajskiego. Swoją pracę ukończył kilka miesięcy przed śmiercią, a całość jego przekładu pod tytułem Písmo svaté Starého zákona (Pismo Święte Starego Testamentu) zredagowali i wydali w trzech tomach (1955/1956/1958) katoliccy bibliści, Jan Merell i František Kotalík. Natomiast brat autora Ladislav Heger, bohemista i germanista, dokonał opracowania językowego. W oparciu o poglądy niektórych biblistów pierwszego trzydziestolecia XX wieku (zwłaszcza Hegera Nivarda Schlögela) J. Heger dokonał luźnego tłumaczenia opuszczając lub swobodnie przesuwając całe pasaże tekstu co jednak w znacznej części zostało zredukowane w ostatecznym wydaniu książkowym. Podobnie jak przekład Šrámka Heger użył imion biblijnych w semickim brzmieniu (na przykład Jisrael, Moše, Šimšon, Ješajah czy imię Boże w formie Jahve).

### Czeski Przekład Ekumeniczny
W 1961 roku w środowisku Ewangelickiego Kościoła Czeskobraterskiego powstała inicjatywa dokonania nowego przekładu. Do pracy nad Starym Testamentem przystąpiła grupa ośmiu duchownych pod kierownictwem Miloša Biča (1910–2004), a nad Nowym Testamentem pracowała grupa siedmiu duchownych Kościoła Czeskobraterskiego oraz biblista Jindřich Mánek z Kościoła Czechosłowackiego pod kierownictwem Josefa Bohumila Součka. Oba zespoły tłumaczy szybko się rozrosły o dalszych członków z pięciu Kościołów. Do zespołu oddelegował swoich przedstawicieli także większościowy Kościół rzymskokatolicki co projektowi nadało charakter ekumeniczny.
Jednotomowy Czeski Przekład Ekumeniczny (Český ekumenický překlad) ukazał się po raz pierwszy w roku 1979, w czterechsetną rocznicę wydania Biblii kralickiej. W 1984 roku wydano wielką szesnastotomową edycję z komentarzami (1968–1984), w roku 1985 ukazał się tom dodatkowy, zawierający księgi deuterokanoniczne Starego Testamentu. W roku 1987 wydano zrewidowane wydanie jednotomowe, opracowane w latach 1979–1984, zawierające po raz pierwszy księgi deuterokanoniczne zgodnie z kanonem katolickim. Kolejnej rewizji tekstu dokonano w latach 1998–2000.

### Kolejne przekłady
W roku 1989, rok po śmierci autora, ukazał się Nowy Testament katolickiego biblisty Václava Bognera (1911–1988). Bogner nawiązywał do przekładu Ondřeja Petrů, a perykopy przekładu Bognera znalazły się w rzymskokatolickich księgach liturgicznych. Pełnił on więc funkcję oficjalnego tekstu liturgicznego. Kończył również serię katolickich przekładów Nowego Testamentu: Škrabal – Škrabal-Petrů – Petrů – Bogner. Václav Bogner był również tłumaczem Starego Testamentu i jego starotestamentowe perykopy zostały ujęte w lekcjonarzach. Stopniowo od roku 1973 publikował księgi Starego Testamentu, jednak całości ST nie zdążył przygotować. Grupa tłumaczy pod kierownictwem biblisty Josefa Hřebíka z Wydziału Teologii Katolickiej Uniwersytetu Karola w Pradze podjęła próbę rewizji starotestamentowych tekstów Bognera, włącznie z przekładem brakujących pasaży. W ten sposób w roku 2006 ukazał się tom I zawierający Pięcioksiąg tak zwanego Czeskiego Przekładu Katolickiego (Český katolický překlad).
W roku 1982 ukazała się pierwsza część Biblii przygotowana przez nielegalny jeszcze wówczas w Czechosłowacji związek wyznaniowy czeskich Świadków Jehowy. Została ona przetłumaczona z angielskiego Przekładu Nowego Świata, wydanego przez Towarzystwo Strażnica zgodnie z ogólnoświatowym charakterem wyznania Świadków Jehowy. Cała Biblia ukazała się w pięciu tomach jako samizdaty: NT jako Chrześcijańskie Pisma Greckie (Křesťanská řecká písma, 1982) oraz ST jako Przekład Pism Hebrajskich (Překlad hebrejských písem, 1983–1986; w czterech częściach). Już po aksamitnej rewolucji i legalizacji związku wyznaniowego w roku 1991 zostały one zastąpione standardowym wydaniem drukowanym jako Przekład Nowego Świata (Překlad nového světa). W roku 1997 wydano wersję zrewidowaną pod nazwą Svaté Písmo – Překlad nového světa, a w roku 2000 wydanie z przypisami Svaté Písmo – Překlad nového světa se studijními poznámkami. W roku 2019 ukazało się wydanie zrewidowane Bible – Překlad Nového světa, oparte na angielskim wydaniu z roku 2013.
W 1989 roku ukazało się Słowo na drogę (Slovo na cestu) – nieformalna ekumeniczna parafraza podobnie jak polskie Słowo Życia, zainspirowana angielską Living Bible Kennetha N. Taylora. Wydania dokonała grupa przyjaciół z różnych protestanckich denominacji, często duchownych, pod kierownictwem adwentystycznego kaznodziei Jiříego Drejnara (ur. 1931). Tekst w edycji zeszytowej, wydany w latach 1994–2004 zawierał całą Biblię, nazwaną Przewodnik po życiu (Průvodce životem). W roku 2011 wydano tekst przekładu w jednym tomie jako Slovo na cestu.
W roku 1994 Chrześcijańskie Towarzystwo Misyjne (wspólnota o charakterze ewangelikalnym) wydała przekład NT pod nazwą Nowa Umowa (Nová smlouva) autorstwa Antonína Zeliny (ur. 1941) i Pavla Jartyma (ur. 1960). Starą Umowę przetłumaczyli ewangelikalni chrześcijanie Michal Krchňák (ur. 1960), Karel Dřízal (ur. 1961), Jiří Hedánek i Antonín Zelina. W ten sposób w roku 2009 powstała jednotomowa Biblia, znana pod nazwą Czeski Przekład Studyjny (Český studijní překlad). W roku 1995 na Słowacji, niezrzeszony chrześcijanin Miloš Pavlík (1922–2009) wydał mało znany dosłowny przekład NT. Jego dosłowny ST został ukończony w roku 2009, dwa miesiące przed śmiercią tłumacza. W roku 2014 ukazała się pełna Biblia jako Przekład Studyjny Pavlíka (Pavlíkův studijní překlad) zebrany ze spuścizny tłumacza.
Jeszcze bardziej dosłowny przykład NT pod nazwą Nový kovenant w 2000 roku opublikował reemigrant z Australii John Podmolik (ur. 1949), lider małej ołomunieckiej grupy ewangelikalnej Droga Panującego. W 1998 roku ukazał się przekład NT w ramach projektu Nová Bible kralická a ostatecznie ze względu na zbyt dowolne odejście od tekstu Biblii kralickiej nazwany Biblia, tłumaczenie XXI wieku, którego autorami są ewangelikalni chrześcijanie Alexandr Flek (ur. 1968) i Pavel Hoffman (ur. 1972). Pełny przekład został ukończony w roku 2008, a w roku 2009 ukazało się poprawione wydanie jednotomowe.
W roku 2008 ukazał się siedemnasty i ostatni zeszyt „wydania roboczego” czeskiej Biblii jerozolimskiej (Jeruzalémská bible), która ukazywała się od 1992. Rok później wydano ostateczną wersję jednotomową. Głównymi autorami czeskiej edycji byli historyk
František X. Halas (ur. 1937) i jego żona Dagmar (ur. 1938), tłumaczka z języków romańskich, którzy w różnych okresach i w różnym stopniu współpracowali z około 20 osobami. Komentarze bezpośrednio przetłumaczono z wydania francuskiego, natomiast tekst biblijny najpierw przełożono z francuskiego na czeski a następnie porównywano z tekstem greckim i hebrajskim. Jest to przekład katolicki z rozległymi komentarzami teologicznymi.

### Przekłady cząstkowe
Oprócz pełnych przekładów całej Biblii lub Nowego Testamentu od początku XX wieku ukazał się cały szereg edycji cząstkowych. Środowiska żydowskie wydały dwie kompletne edycje Pięcioksięgu. Przekład rabinów Isidora Hirscha (1864–1949) i Gustava Sichera (1880–1960) nazwany Pięć Ksiąg Mojżeszowych (Pět knih Mojžíšových, 1932/1935/1938/1939/1950) był pierwszym kompletnym przekładem Tory z języka hebrajskiego na czeski, którego dokonali tłumacze z kręgu gmin żydowskich. W roku 2012 ukazał się drugi Pięcioksiąg: Chamiša chumšej Tora – Pět knih Mojžíšových, przetłumaczony przez Karola Efraima Sidona (ur. 1942), głównego rabina Czech i miasta Pragi. Oba wydania są dwujęzyczne hebrajsko-czeskie. Drugi przekład zawiera haftarot – perykopy z biblijnych ksiąg prorockich przeznaczone do liturgicznego odczytywania. Oba przekłady należą do tłumaczeń tradycyjnych, charakteryzujących się wysokim stopniem dosłowności.
Tłumaczeniem tekstów biblijnych interesowali się również czescy poeci, którzy publikowali wierszowane przekłady pojedynczych ksiąg Pisma Świętego. Wśród nich byli Stanislav K. Neumann (1875–1947), Jaroslav Seifert (1901–1986), Vilém Závada (1905–1982), Václav Renč (1911–1973) czy Viktor Fischl (1912–2006).